# Клубоковская
Клубоковская — деревня в Вилегодском муниципальном округе Архангельской области.

## География
Находится в юго-восточной части Архангельской области, при автодороге А123, на расстоянии приблизительно 22 км на восток-северо-восток по прямой от административного центра района села Ильинско-Подомское. Располагается на правом берегу речки Нарчуг, перед впадением её в реку Виледь.
С востока примыкает деревня Клубоковская Выставка, на противоположном берегу реки Нарчуг — деревня Пригодино.

## История
Еще в 1710 году здесь были отмечены Верхнее Клобуково и Нижнее Клобуково с 2 дворами каждая. 
В 1816 году деревня отмечена как Каблукова на Подробной карте Российской Империи и близлежащих заграничных владений.
В 1859 году здесь (тогда уже единая деревня Клобуковская или Курья Сольвычегодского уезда Вологодской губернии) было учтено 11 дворов. 
До 2020 года входила в состав Вилегодского сельского поселения до его упразднения.

## Население
Численность населения: 15 человек в Верхнем Клобуково и 10 в Нижнем Клобуково (1710 год), 84 (1859), 41 (русские 100 %) в 2002 году, 21 в 2010.